# (2062) Aten
(2062) Aten ist ein Asteroid und der Namensgeber einer Gruppe von Asteroiden (Aten-Typ), deren Bahnen größtenteils innerhalb der Erdbahn verlaufen und diese kreuzen. 
Benannt wurde der Himmelskörper nach dem altägyptischen Gott Aten, welcher besser unter dem Namen Aton bekannt ist.
Die Bahn von Aten verläuft zwischen 0,79 AE (Perihel) und 1,143 AE (Aphel). Die Bahnexzentrizität beträgt 0,183, wobei die Bahn 18,93° gegen die Ekliptik geneigt ist.
Der 1,1 km große Asteroid wurde am 7. Januar 1976 von Eleanor F. Helin entdeckt.
Aten gehört zur Gruppe der silikatreichen Asteroiden. Die Albedo beträgt 0,26.